# 벤 터핀

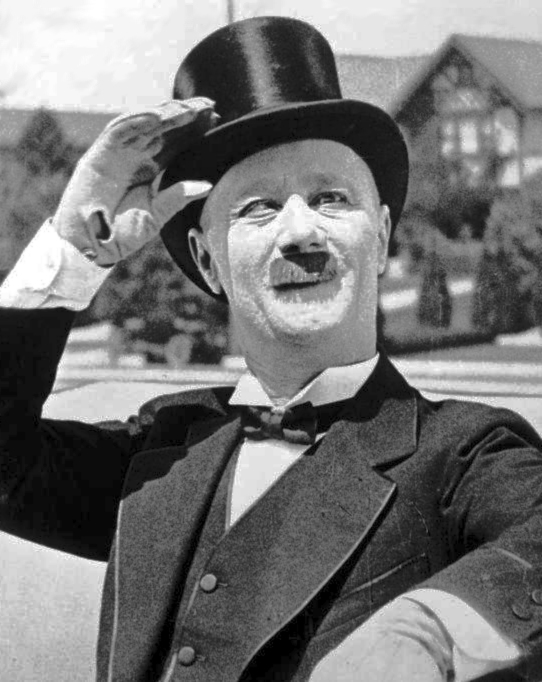

벤 터핀(Ben Turpin, 1869년 9월 19일 ~ 1940년 7월 1일)는 미국의 영화배우, 희극 배우이다.
뉴올리언스에서 태어났으며 샌타모니카에서 사망하였다. 사인은 심근 경색이다. 포리스트 론 메모리얼 파크에 매장되었다.

## 영화
- 쇼 오브 쇼 (1929년)
- 솔 메이트 (1917년)
- 밤샘 (1915년)
- 새 일자리 (1915년)